# استیو جهو
استیو جهو (به انگلیسی: Steve Jehu) ژیمناست زادهٔ ۱ آوریل ۱۹۸۷ میلادی اهل کشور بریتانیا است.